# Arsenoflorencita-(Ce)
L'arsenoflorencita-(Ce) és un mineral de la classe dels arsenats, que va ser aprovat per l'Associació Mineralògica Internacional l'any 1985. Va rebre el seu nom de Ernest H. Nickel i J. E. Temperly per ser l'arsenat anàleg de la florencita-(Ce).

## Característiques
L'arsenoflorencita-(Ce) és un arsenat d'alumini i ceri, de fórmula química CeAl₃(AsO₄)₂(OH)₆. Pertany al grup de la dussertita, el qual pertany a la vegada al supergrup de l'alunita. És anàleg amb arsènic de la Graulichita-(Ce). Cristal·litza en el sistema trigonal formant cristalls escalenohedrals. La seva duresa a l'escala de Mohs és 3,5.
Segons la classificació de Nickel-Strunz, l'arsenoflorencita-(Ce) pertany a «08.BL: Fosfats, etc. amb anions addicionals, sense H₂O, amb cations de mida mitjana i gran, (OH, etc.):RO₄ = 3:1» juntament amb els següents minerals: beudantita, corkita, hidalgoita, hinsdalita, kemmlitzita, svanbergita, woodhouseita, gallobeudantita, arsenogoyazita, arsenogorceixita, arsenocrandal·lita, benauita, crandal·lita, dussertita, eylettersita, gorceixita, goyazita, kintoreita, philipsbornita, plumbogummita, segnitita, springcreekita, arsenoflorencita-(Nd), arsenoflorencita-(La), florencita-(Ce), florencita-(La), florencita-(Nd), waylandita, zaïrita, arsenowaylandita, graulichita-(Ce), florencita-(Sm), viitaniemiita i pattersonita.

## Formació i jaciments
Es troba en forma de grans detrítics de concentrats de minerals pesants. Sol trobar-se associada a altres minerals com: alunita, quars o florencita-(Ce). Va ser descoberta a Kimba, a la Península d'Eyre (Austràlia Meridional, Austràlia).